# Mboro
Mboro – miasto w Senegalu, w regionie Thiès.